# Cratere Sibu
Sibu  è un cratere sulla superficie di Marte.